# Vilassar de Mar (kommun)
Vilassar de Mar är en kommun i Spanien.   Den ligger i provinsen Província de Barcelona och regionen Katalonien, i den östra delen av landet, 500 km öster om huvudstaden Madrid. Antalet invånare är 19 918. Arean är 4,0 kvadratkilometer. Vilassar de Mar gränsar till Cabrils, Cabrera de Mar, Premià de Mar, Premià de Dalt och Vilassar de Dalt. 
Terrängen i Vilassar de Mar är platt.